# Маркъс Коул
Маркъс Коул (на английски: Marcus Cole) е измислен герой от научнофантастичния сериал Вавилон 5. Той е член на организацията „Анла Шок“ / „Рейнджъри“ и важен участник във войната със Сенките през третия и четвъртия сезон на сериала. Маркъс израства в миньорска колония на Земния Съюз, наречена Аризия. Брат му се присъединява към „Рейнджърите“ на Минбар, но впоследствие е убит от Сенките. Търсейки отмъщение за смъртта му, той става член на „Анла Шок“. Обикновено Маркъс е весел и оптимистично настроен, което го прави пълна противоположност на жената, която обича – командир Иванова.
Известна реплика на героя:
- „Аз съм рейнджър. Ние ходим на мрачни места, където никой не би влязъл. Стоим на моста и не даваме на никого да мине. Ние живеем за Единствения, ние умираме за Единствения.“